# Nils Baumgardt
Nils Otto Adolf Dam Baumgardt, född 18 september 1907 i Linköping, död där 13 januari 1992, var en svensk jurist.  
Baumgardt, som var son till pianofabrikör Nils Baumgardt och Juliana Dam, avlade studentexamen 1926 och blev juris kandidat vid Stockholms högskola 1932. Han genomförde tingstjänstgöring i Kinda och Ydre domsaga 1932–1935, var fiskal i Göta hovrätt 1936, tingssekreterare i Bråbygdens och Finspånga läns domsaga 1939–1942, adjungerad ledamot i Göta hovrätt 1943, assessor 1944, tingsdomare i Vättle, Ale och Kullings domsaga 1945, tillförordnad revisionssekreterare 1949, häradshövding i Bollnäs domsaga 1950–1970 och lagman i Bollnäs tingsrätt 1971–1974.
Baumgardt var delägare i J.O. Baumgardts pianofabrik i Linköping från 1938 och under en tid ordförande i Vårgårda municipalsamhälles hyresnämnd. Han var senare ordförande i beslutsnämnden för Gävleborgs län 1955–1977, i arrendenämnderna i Kopparbergs och Gävleborgs län 1957–1971, i utskrivningsnämnden för Hälsinge sjukhus 1963–1966 och för Gävleborgs län 1967–1976.
Nils Baumgardt är gravsatt på Västra griftegården, Linköping.